# Victoria's Secret Fashion Show
El Victoria's Secret Fashion Show (en español, 'desfile de modas de Victoria's Secret') es un evento promocional anual patrocinado y presentado por Victoria's Secret, una marca de lencería. Desde 1995, Victoria's Secret utiliza el programa para comercializar sus productos en entornos de alto perfil. Las modelos contratadas por la compañía, conocida como Ángeles de Victoria's Secret, son las principales participantes del evento. El desfile fue cancelado en 2019, el mismo año en el que su organizador, Edward Razek, renunció bajo presión pública. Regresó y pasó a llamarse en 2023 como un especial de Prime Video titulado «The Tour '23», el 15 de octubre del 2024, regreso el evento, mas inclusivo y más internacional.
El desfile de moda, que alcanzó su punto máximo de audiencia en 2001, contó con millones de espectadores y era conocido por ser un evento lujoso con lencería elaborada, música de artistas destacados y escenografía con temas cambiantes. Con docenas de las mejores modelos del mundo seleccionadas para actuar en él cada año, el desfile de moda atrajo a celebridades, artistas y presentaba regularmente artistas y actos especiales.
Las cadenas de televisión estadounidenses transmitieron el Victoria's Secret Fashion Show durante horarios de máxima audiencia. Los primeros desfiles de la década de 1990 se llevaron a cabo en los días previos al Día de San Valentín, vinculando la marca con el tema romántico de la festividad. En 1999 y 2000, el programa se transmitió por Internet. A partir de 2001, el evento se trasladó para celebrarse antes de la temporada navideña. El programa hizo su debut en la cadena televisiva ABC en 2001, y los años siguientes (2002-2017) se transmitieron en CBS; el evento regresó a ABC para la edición final de 2018. El evento se llevó a cabo con frecuencia en la ciudad de Nueva York en el Hotel Plaza o en el 69th Regiment Armory, además de ciudades anfitrionas especiales como Miami, Los Ángeles, Cannes, París, Londres y Shanghái.
La cancelación, anunciada oficialmente en noviembre de 2019 en medio de la caída de las calificaciones y las ventas y las crecientes críticas a Razek, estuvo influenciada tanto por el ajuste de cuentas del movimiento Me Too, el feminismo de la cuarta ola y la asociación del director ejecutivo de L Brands, Les Wexner, con el delincuente sexual Jeffrey Epstein. Debido a la inmensa cantidad de críticas, Victoria's Secret Fashion Show reconsideró su estrategia de marketing, lo que finalmente contribuyó al final de los desfiles. El enfoque de la marca cambió hacia el marketing de plataformas digitales con el objetivo de restaurar su reputación. Los críticos del desfile de Victoria's Secret lo consideraron cosificador, carente de diversidad de tamaños corporales y repetidamente inclinado hacia una apropiación cultural ofensiva con sus diseños.

## Historia

### 1995-2005
El primer desfile, presentado por Stephanie Seymour, se llevó a cabo en el Hotel Plaza de la ciudad de Nueva York en agosto de 1995. El desfile también contó con Beverly Peele y Frederique van der Wal. El espectáculo inaugural se produjo dos meses antes de que The Limited, empresa matriz de Intimate Brands, propietaria de Victoria's Secret, vendiera una oferta pública inicial de una participación del 16 % en la empresa en la Bolsa de Nueva York (NYSE). La supermodelo Stephanie Seymour tocó la campana de cierre en la Bolsa de Nueva York como parte de la campaña publicitaria después de que el evento fuera promocionado con anuncios de página completa en el Wall Street Journal. Las siguientes tres exposiciones anuales también se llevaron a cabo en el Hotel Plaza.
En 1999, durante el Super Bowl XXXIII, Victoria's Secret anunció una cuenta regresiva de setenta y dos horas para la transmisión web de su desfile de moda, que resultó en más de 2 millones de espectadores. La empresa matriz, Intimate Brands, compró un anuncio de televisión de 30 segundos por 1,5 millones de dólares durante la transmisión del Super Bowl y gastó 4 millones de dólares adicionales en publicidad en periódicos internacionales. El evento, organizado por Broadcast.com, contó con Tyra Banks, Laetitia Casta, Heidi Klum, Karen Mulder, Daniela Peštová, Inés Rivero y Seymour. En 1999 y 2000, el desfile se transmitió en vivo por Internet.
El desfile de mayo de 2000, celebrado en Francia en sincronía con el Festival de Cannes, se realizó con la ayuda de producción de Harvey Weinstein. El evento recaudó 3,5 millones de dólares para la organización benéfica Cinema Against AIDS.
El espectáculo de 2001, presentado por Rupert Everett, regresó a la ciudad de Nueva York y se llevó a cabo en el Bryant Park en la estructura Valhalla, diseñada por Rudi Enos. Todos los ingresos se destinaron a las víctimas de los atentados del 11 de septiembre. Ese año, el programa hizo su debut televisivo en ABC, atrayendo a millones de espectadores y generando cierta controversia; la Comisión Federal de Comunicaciones recibió muchas quejas sobre la transmisión.
De 2002 a 2005, se llevó a cabo en Lexington Avenue Armory en la ciudad de Nueva York.
El desfile de 2004 fue cancelado debido a las consecuencias de la controversia del espectáculo de medio tiempo del Super Bowl, un evento conocido por su indecencia accidental con un «mal funcionamiento del vestuario». En lugar del desfile de moda, la compañía envió a los Ángeles (Tyra Banks, Heidi Klum, Gisele Bündchen, Adriana Lima y Alessandra Ambrosio) a un Angels Across America Tour (en español, 'Gira de Ángeles por Estados Unidos') en 2004 para promover la marca mediante visitas a cuatro ciudades importantes: Nueva York, Miami, Las Vegas y Los Ángeles.

### 2006-2012
La marca hermana de Victoria's Secret, PINK, hizo su debut en la pasarela a partir de 2006 y posteriormente apareció regularmente en un segmento del desfile cada año.
En 2006 y 2007, los desfiles se llevaron a cabo en el Teatro Kodak de Los Ángeles. El 13 de noviembre de 2007, las Ángeles de la compañía fueron honradas con una estrella en el Paseo de la Fama de Hollywood frente al Teatro Kodak como parte de una celebración para conmemorar el 25 aniversario de Victoria's Secret en Hollywood Boulevard. Justin Timberlake abrió el espectáculo con su canción «SexyBack». Este desfile incluyó el desfile final de Gisele Bündchen.
El desfile de 2007 contó con la actuación de las Spice Girls, el primer debut televisivo estadounidense del regreso de la banda. Después de que Kanye West cancelara su aparición, llamaron a will.i.am para actuar en su lugar.
El desfile de 2008 coincidió con la reapertura del hotel Fontainebleau Miami Beach y tuvo a Usher como artista destacado.
En 2009, el desfile de moda regresó al Lexington Avenue Armory y presentó el «Victoria's Secret Model Search» (búsqueda de modelos de Victoria's Secret), un concurso para encontrar un nuevo ángel de pasarela y la ganadora fue Kylie Bisutti.
El desfile de 2010 se emitió el 30 de noviembre de 2010 en CBS y contó con las actuaciones de Katy Perry y Akon. Un anuncio promocional incluía un lipdub de «Firework» de Katy Perry. A partir de 2010, 152 modelos han desfilado en el espectáculo.
En 2011, Kanye West comenzó su canción «Stronger» con un homenaje a su madre, que había muerto antes de su actuación prevista cuatro años antes, diciendo: «En 2007, se suponía que debía interpretar esta canción en este espectáculo... y perdí mi superhéroe. Ahora ella es mi superángel».
En 2012, un atuendo usado por la modelo Karlie Kloss, que recordaba el atuendo de los nativos americanos, generó controversia debido a su supuesta representación estereotipada de los nativos americanos, lo que equivalía a una apropiación cultural. Victoria's Secret emitió un comunicado de disculpa poco después, diciendo que lo eliminarán de futuros anuncios y transmisiones. Kloss se disculpó en su cuenta de Twitter por el atuendo y expresó su apoyo por la eliminación del atuendo en la transmisión.

### 2013-2019

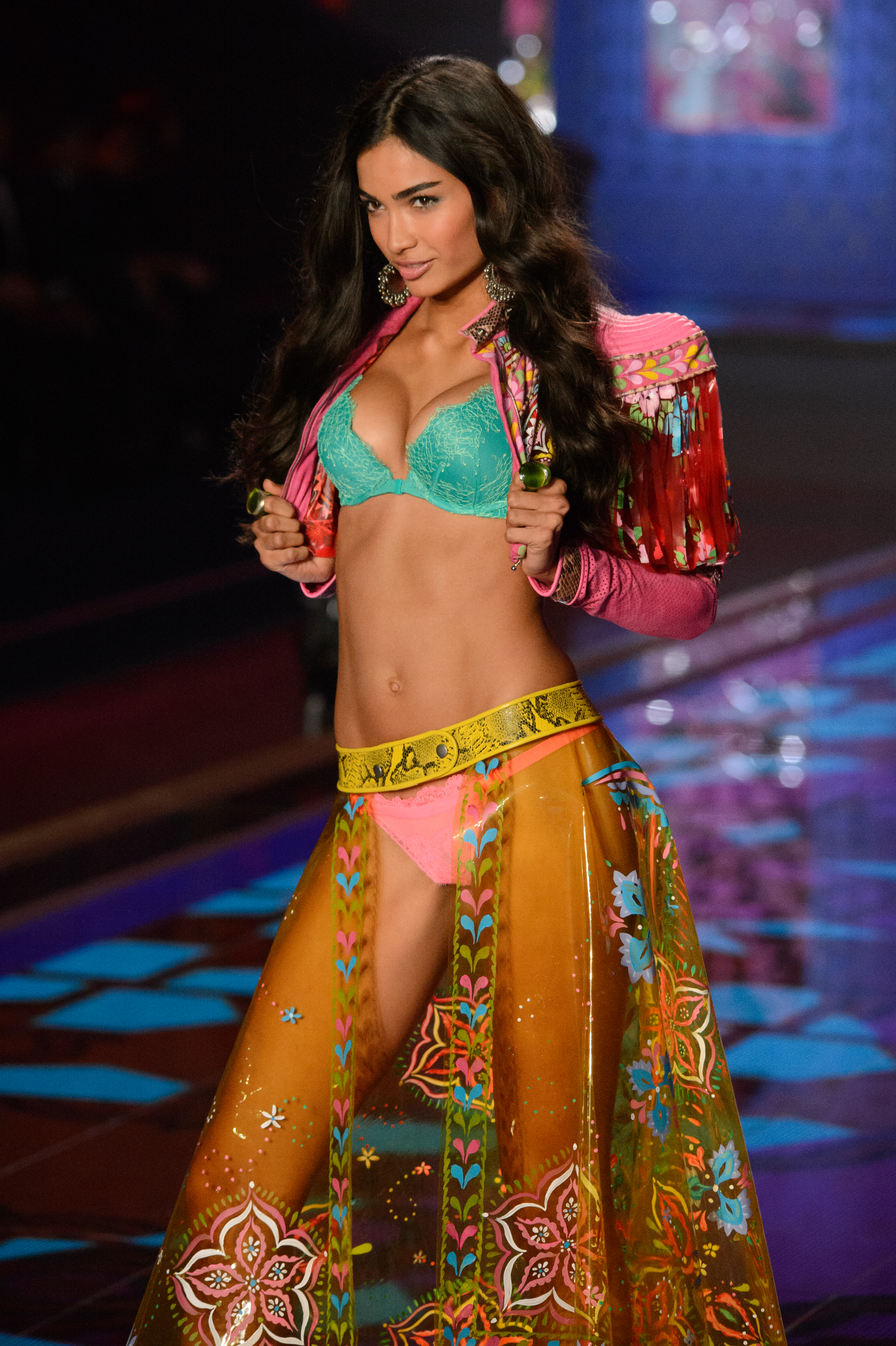
Kelly Gale vistiendo lencería junto con ropa india de estilo tradicional en el Victoria's Secret Fashion Show 2014

El Victoria's Secret Fashion Show de 2013 contó con las actuaciones de Taylor Swift, A Great Big World, Neon Jungle y Fall Out Boy. Swift interpretó «I Knew You Were Trouble», A Great Big World interpretó «Say Something», Neon Jungle del Reino Unido hizo su debut en la televisión estadounidense con «Trouble» y Fall Out Boy actuó con Taylor Swift en «My Songs Know What You Did In The Dark» y luego interpretó «The Phoenix».
En 2014, el desfile contó con las actuaciones de Taylor Swift; Ed Sheeran, Ariana Grande y Hozier. Swift interpretó «Blank Space» y «Style». Ed Sheeran interpretó «Thinking Out Loud». Ariana Grande interpretó «Love Me Harder», «Bang Bang», «Break Free» y «Problem». Hozier interpretó «Take Me to Church». Durante el espectáculo, Ariana Grande estaba actuando y fue golpeada por accidente por las alas de Elsa Hosk.
En 2015, el desfile contó con las actuaciones de The Weeknd, Selena Gomez y Ellie Goulding. The Weeknd interpretó «In the Night» y «Can't Feel My Face» para el desfile, mientras que Gomez interpretó un popurrí de «Hands to Myself» y «Me & My Girls» para el segmento PINK. Goulding fue contratada como reemplazo de Rihanna, quien había cancelado su aparición apenas una semana antes del espectáculo para concentrarse en grabar su álbum Anti. Goulding interpretó «Army» y «Love Me Like You Do».
En 2016, el desfile contó con las actuaciones de The Weeknd (interpretó «Starboy»), Lady Gaga (interpretó «Million Reasons», además de un popurrí de «A-Yo» y «John Wayne»), y Bruno Mars (interpretó «Chunky» para la marca Pink y «24k Magic» para la marca VS). El productor ejecutivo de Victoria's Secret, Ed Razek, eligió el Grand Palais de París (Francia) como ubicación del espectáculo. Un desafío importante al que se enfrentó el espectáculo fue el tamaño del edificio y cómo se podía mostrar el espectáculo en un televisor pequeño, así como la iluminación natural del edificio, que obstaculizaría la tradición de que el espectáculo se celebrara en noche.
El desfile de 2017 se celebró en Shanghái (China) y fue el primer Victoria's Secret Fashion Show que se celebró en Asia. El desfile presentó el primer segmento en colaboración con otra marca, la casa de moda francesa Balmain. El tema y los diseños fueron codirigidos por Victoria's Secret y el director creativo de Balmain, Olivier Rousteing. Una semana antes del rodaje del espectáculo, la modelo Gigi Hadid declaró que le habían negado el acceso al espectáculo. Según informes, a las modelos rusas también se les negaron visas para entrar a China.
En noviembre de 2018, el jefe de marketing de la compañía, Ed Razek, fue criticado por los comentarios que hizo en una entrevista con Vogue, sugiriendo que el desfile no incluía mujeres trans, a las que se refería usando el ahora rechazado término «transexuales», porque « el espectáculo es una fantasía». Razek se disculpó por los comentarios «insensibles», señalando que mujeres trans han intentado audicionar para el programa en el pasado, pero que «nunca se trató de género. Admiro y respeto su camino para aceptar quienes realmente son». Razek también enfrentó críticas por comentarios similares sobre modelos de talla grande, afirmando que no habían intentado hacer un programa para ellas desde el año 2000 porque no había interés de los espectadores. Las críticas a Razek por prácticas comerciales anacrónicas y misóginas se intensificaron, tanto desde dentro como desde fuera de la empresa, y renunció en agosto de 2019.

### Descontinuación y sucesor espiritual
En mayo de 2019, se informó que el director ejecutivo de L Brands, Les Wexner, había emitido un memorando cuestionando el futuro del programa, afirmando que la cadena de televisión ya no era «la opción adecuada» y que la compañía planeaba centrarse en «desarrollar contenido emocionante y dinámico y un nuevo tipo de evento». La audiencia del espectáculo cayó de 9,2 millones de espectadores en 2014 a 3,2 millones en 2018. Victoria's Secret también había estado experimentando un declive general debido a la creciente competencia, así como a las percepciones cambiantes sobre el marketing de la compañía, que un analista minorista describió como un estímulo para que las mujeres se cosifiquen para «impresionar a los hombres».
El 21 de noviembre de 2019, el director financiero de L Brands, Stuart Burgdoerfer, confirmó oficialmente que el desfile de 2019 había sido cancelado, citando la disminución de la audiencia y la falta de «impacto material» inmediato en las ventas de Victoria's Secret después de la transmisión. Reafirmó que Victoria's Secret estaba «descubriendo cómo avanzar en el posicionamiento de la marca y comunicarlo mejor a los clientes». El New York Times informó que la compañía buscaba distanciarse de la controversia tras las consecuencias del escándalo de abuso sexual de Jeffrey Epstein y los vínculos de Wexner con Epstein. La última transmisión oficial del Victoria's Secret Fashion Show fue en diciembre de 2018.
El 5 de marzo de 2023, el director financiero de Victoria's Secret, Tim Johnson, declaró durante una conferencia telefónica sobre resultados que la compañía estaba planeando una «nueva versión» del desfile de moda. En julio de 2023, Victoria's Secret anunció que estaba produciendo un documental con Pulse Films, The Victoria's Secret World Tour (la gira mundial de Victoria's Secret), que se estrenó el 26 de septiembre de 2023 en Amazon Prime Video. El especial se anuncia como «en parte un evento de moda espectacular, en parte un documental» y seguirá la producción de cuatro curaciones de Victoria's Secret en Bogotá, Lagos, Londres y Tokio. Una colección de moda World Tour asociada al documental se ofrecerá en Amazon y en el sitio web de Victoria's Secret.

### Regreso del desfile

#### 2024-2025
El 15 de mayo del 2024, la marca anuncio la vuelta del desfile, el 28 de agosto del presente año se anuncia que su desfile tendrá lugar el 15 de octubre.
y las cantantes Lisa, Tyla y Cher como las animadores del desfile.
El 29 de julio de 2025, la compañía en un post en su cuenta de Instagram, anunció su segunda vuelta del desfile, cuyos detalles como por ejemplo, las modelos, fecha, lugar y artistas principales estarian por confirmar.

## Críticas
Las primeras emisiones de este show por Internet fueron criticadas por su mala conexión y baja calidad de video. Un crítico del The New York Times describió la experiencia de ver la emisión de 1999 como «observar un striptease a través de una mirilla». Algunos críticos han descrito las ediciones televisadas como «comercialismo indiscutible» y un infomercial. En 2002, la Organización Nacional para las Mujeres protestó contra el desfile llamándolo un «infomercial de pornografía moderada»; a la protesta se unieron el Parents Television Council y otros organismos. En 2009, la American Decency Association mandó correos electrónicos con protestas a patrocinadores del desfile como AT&T, Kentucky Fried Chicken, Netflix, Nikon y Reebok.
Actualmente, algunos afiliados de la CBS, como los de Fisher Broadcasting en Idaho, se niegan a emitir el desfile.
Además, ha tenido grandes críticas por mujeres alrededor del mundo debido al estereotipo de mujer extremadamente delgada que comercializan. Una de las grandes empresas que se suma a estas críticas es Dove.